# Nystalus striolatus
El buco estriado (Nystalus striolatus) es una especie de ave piciforme de la familia Bucconidae que vive en Sudamérica.

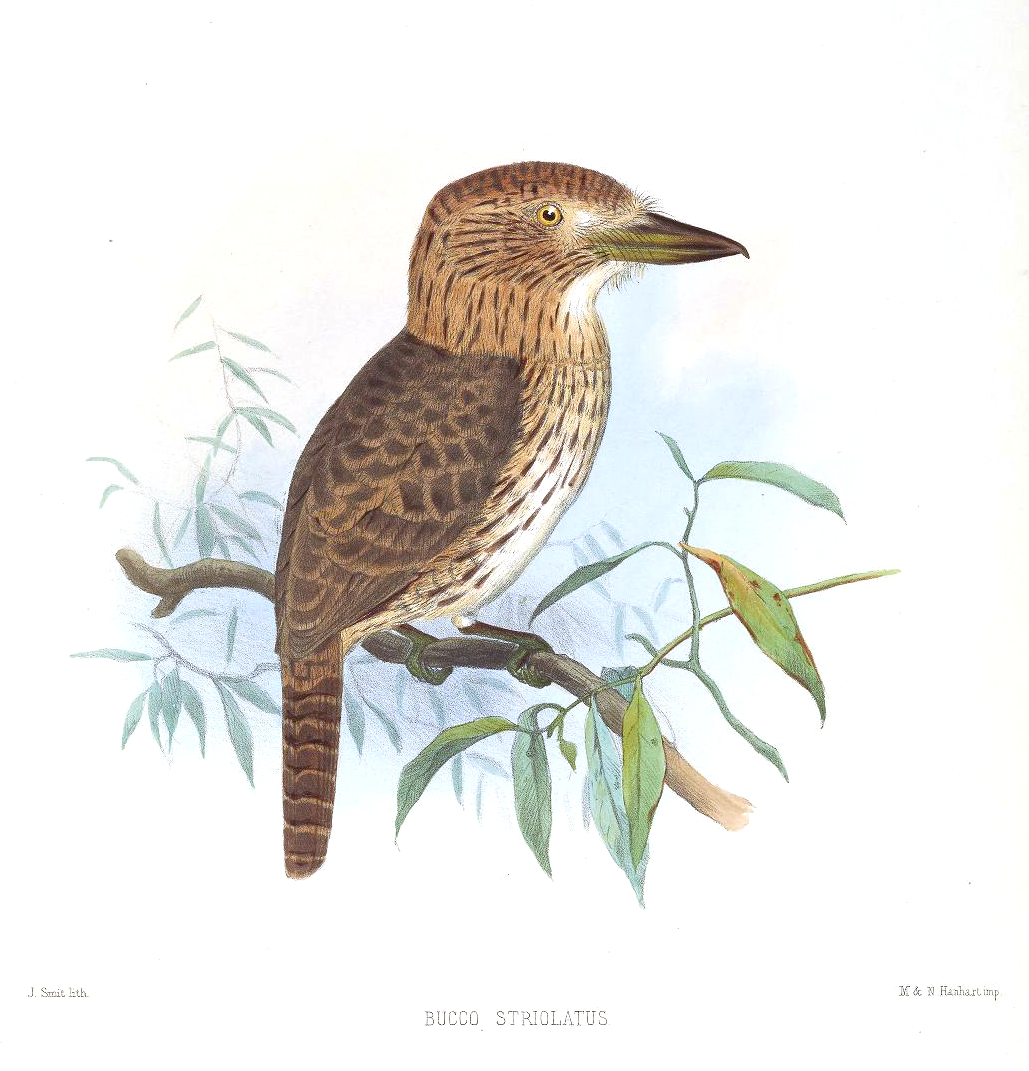
Bucco striolatus, ilustración de Joseph Smit en Exotic ornithology: containing figures and descriptions of new or rare species of American birds, 1869.

## Distribución y hábitat
Se encuentra principalmente en el suroeste de la cuenca del Amazonas de Brasil, Perú y Bolivia. Existen dos poblaciones separadas, una en una franja estrecha en el centro de Ecuador y el noroeste de Perú, y la otra cerca de la desembocadura del río Tocantins. 
Su hábitat natural son las selvas húmedas tropicales de regiones bajas.